# Елгін Сіті
«Елгін Сіті» (шотл. Elgin Ceety) — професійний шотландський футбольний клуб з міста Елгін. Виступає у шотландській Другій лізі як член Шотландської професійної футбольної ліги. Домашні матчі з 1921 року проводить на стадіоні «Боро Бріґґс», який вміщує 4 520 глядачів.

## Короткі відомості
Футбольний клуб «Елгін Сіті» було засновано 10 серпня 1893 року шляхом злиття клубів «Роверз» (засновано в 1887 р.) та «Вейл оф Лоуссі» (1888). Проте назву «Елгін Сіті» ще раніше використовували два інших клуби. Перший було засновано в жовтні 1879-го, та він проіснував дуже короткий час. Другий — в жовтні 1884-го і діяв до 1887 року.
Після заснування команда «Елгін Сіті» грала в футбольній лізі Хайленда, доки в 2000 році не вступила в Шотландську футбольну лігу. В тому році загальну кількість команд в Прем'єр-лізі та ШФЛ збільшили до 42, тому з'явилося два вакантних місця в Третьому дивізіоні ШФЛ. З того часу «Елгін Сіті» жодного разу не підіймались вище четвертого шотландського дивізіону. Найкращий результат клубу в цьому дивізіоні — 5-те місце в сезоні 2005-06.